# Lynda Chouiten
Lynda Chouiten (1977) est Professeure de littérature et écrivaine algérienne.
En 2012, elle soutient sa thèse, consacrée à Isabelle Eberhardt, à l'université nationale d'Irlande à Galway. Elle est ensuite enseignante-chercheuse à l'Université de Boumerdès en Algérie.
En parallèle, elle mène une carrière d'écrivaine en publiant en 2017 son premier roman ; Le Roman des Pôv'Cheveux. En 2019, elle reçoit le prix Assia Djebar du roman en langue française pour son deuxième roman : Une valse.
En 2022, elle publie un premier recueil de nouvelles, Des Rêves à leur portée (éditions Casbah), suivi d'un premier recueil de poésie intitulé J'ai Connu les déserts et autres poèmes, paru fin mai 2023 aux éditions Constellations (France).
En avril 2022, elle est sélectionnée pour une résidence d'écriture à la Cité Internationale des Arts, à Paris. Elle y passe trois mois et un autre mois à la résidence Camargo (Cassis).
Lynda Chouiten est également l'auteure de nombreux articles universitaires et chapitres d'ouvrages et de deux études : Isabelle Eberhardt and North Africa (Lexington Books, 2014) et Commanding Words (Cambridge Scholars, 2016), un ouvrage collectif sur l'autorité, auquel elle contribue en tant que coordinatrice et auteure d'un chapitre.